# Mathieu Peisson
Mathieu René Peisson (Sète, 29 de setembro de 1982) é um jogador de polo aquático francês.

## Carreira
Peisson integrou a Seleção Francesa de Polo Aquático que ficou em décimo primeiro lugar nos Jogos Olímpicos de 2016.